# Зюдхайде (природный парк)
Природный парк Зюдхайде — природный парк в Германии, в земле Нижняя Саксония. Образован в 1964 году. Для него характерны крупные площади лесов и пустошей.

## Географическое положение
Природный парк Зюдхайде площадью 480 км2 расположен в южной части Люнебургской пустоши, на северо-востоке района Целле, в нескольких километрах севернее Целле. Он находится между городами Берген на западе, Фасберг на севере и Вейхаузен и Штайнхорст на востоке.
Границы природного парка не идентичны территории, которую принято называть Зюдхайде. Этим словом обозначается регион южнее линии Мунстер и Уэльцен — Гифхорн. Северо-западнее природного парка Зюдхайде лежит природный парк Люнебургская пустошь, в центре которой находится заповедник Люнебургская пустошь. Севернее расположена пустошь Нордхайде с природным парком Харбургер-Берге. Все вместе эти регионы носят название Люнебургская пустошь.

## Возникновение и история
Ландшафт парка сформировался во время ледникового периода. Ледник и талые ледниковые воды откладывали здесь песок и камни, образуя зандры, донные и конечные морены. В результате местность приобрела вид всхолмленной равнины.
На песчаных и малоплодородных землях гестов в пределах современного природного парка в XVIII и XIX веках были посажены хвойные леса. В качестве пашни раньше использовались только участки с глинистой почвой. Такие условия хозяйственного освоения обусловили малую заселенность территории и неразвитую сеть дорог. С внедрением в XIX веке минеральных удобрений стало возможным использование в качестве пашни малоплодородных песчаных почв. Вследствие этого большая часть пустошей была вовлечена в сельскохозяйственное использование.
С 1863 по 1994 год на территории парка в пяти местах велась добыча и обработка кизельгура.

## Характеристика
Природный парк Зюдхайде — это часть самой большой цельной лесной территории Германии, занятой преимущественно сосной и елью. На части прежних королевских лесов, как например в лесу Люсвальд на северо-востоке природного парка, ещё сохранились старые буковые и дубовые массивы.
Особую часть ландшафта парка составляют 525 га пустошей, на которых произрастает почти исключительно вереск (Calluna vulgaris). Только вкраплениями по влажным местам среди него встречается эрика крестолистная (Erica tetralix). Эти пустоши являются остатками пустошей средневековья, простиравшихся между Целле и Люнебургом. Среди них есть участки, которые являются заповедниками или часть европейской системы охраняемых природных территорий Natura 2000.
Почти вся территория парка (43755 га) имеет также статус ландшафтного заповедника. Это крупнейший ландшафтный заповедник в Нижней Саксонии. Помимо этого, в природном парке Зюдхайде находится несколько отдельных заповедников, в том числе европейского значения. Наиболее крупный из них — заповедник Люттер (по ручьям Лахте и Луттер) с общей площадью 2435,3 га. Следующие по величине заповеднки — Везенер-Бах, на одноимённом ручье (348 га), Пустоши центра плато Люс (293 га), Борнритмоор (115 га). На 65 % территория парка состоит из лесных ландшафтов. Руководство парка стремится сохранить пустоши, в том числе при помощи выпаса овец. В некоторых случаях, когда этого оказывается недостаточно, применяется механизированное снятие дёрна, для стимуляции распространения вереска.

## География, фауна и флора

### География и флора
По парку протекают ручьи Эрце, Везенер-Бах, Ашау, Луттер и Лахте, в которых водятся выдра, ручьёвая форель, перловица. Часть ручьёв имеет природоохранный статус, с ними связаны места обитания видов растений и животных, находящихся под угрозой исчезновения. Истоки многих ручьёв находятся в идиллических болотах. Ручей Эрце особенно любим поклонниками гребли на каноэ, поскольку он сильно меандрирует.
Луттер и его притоки Шмальвассер, Арбек и Лахте, протекающие в восточной части природного парка Зюдхайде, образуют разветвленную систему водотоков, которая имеет статус заповедника с общей площадью 2450 га. Эта территория, как сохранившаяся в наиболее естественном состоянии, имеет особенно важное значение для охраны природы.